# 東方鵟
東方鵟（學名：Buteo japonicus）也称普通𫛭、日本𫛭，是一種猛禽，屬於鷹科鵟屬，繁殖於亞洲東北部，包括蒙古、中國、日本和一些近海島嶼。原为普通𫛭（Buteo buteo）普通亚种（Buteo buteo japonicus），從2008年開始，一些學者將其視為一個獨立的物種，但大多數人仍將其視為亞種。
普通鵟体重约759.1克，翼长约395毫米，嘴峰长约34.5毫米，喙宽度约11.7毫米，喙厚度约15.8毫米，跗蹠长约77毫米，尾长约212毫米。普通鵟是部分迁徙的鸟类，其栖息在开放的草原环境中，食性为肉食性，主要食物来源是陆生脊椎动物。
冬季南遷地區包括非洲南部、東南歐、印度次大陸、中南半島、華南。在臺灣為不常見的冬候鳥，包括北海岸及東北角海岸、嘉義鰲鼓濕地都有觀測紀錄；台北觀音山在春季過境期則常有發現。

## 亞種
東方鵟有三種亞種
- B. j. japonicus: 蒙古，中國和日本
- B. j. toyoshimai: 伊豆群島和小笠原群岛

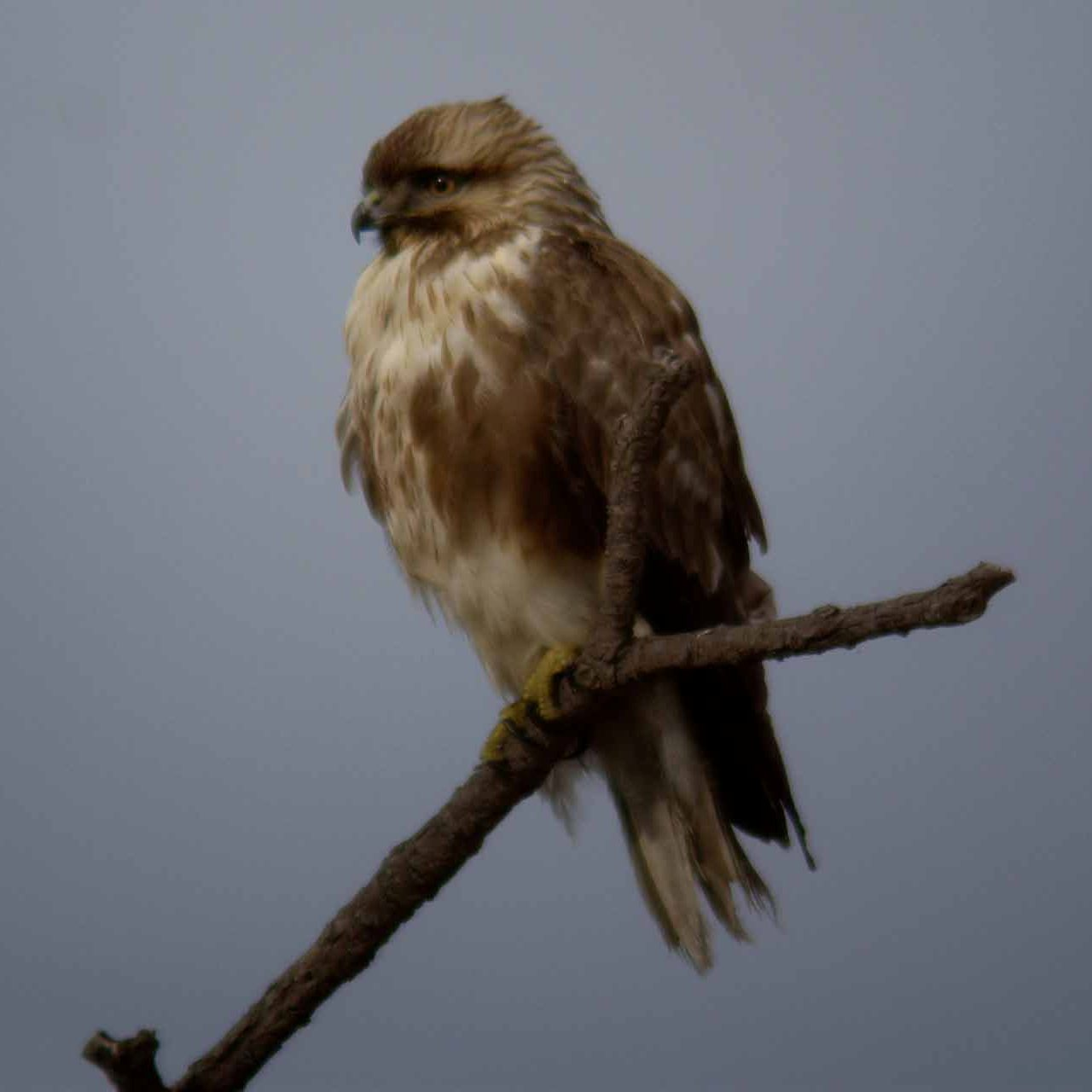
攝於日本浮島ヶ原自然公園

- B. j. oshiroi: 大東群島